# Via Severiana
Via Severiana var en väg i antikens Italien, som gick sydost mellan hamnstäderna  Ostia till Terracina. Via Severiana passerade bland annat städerna Laurentum, Lavinium, Antium (nuvarande Anzio) och Astura. Vägen var 80 romerska mil (cirka 118 km), lång och fick sitt namn efter den väg som man restaurerade och breddade som byggdes av kejsaren Septimius Severus.